# Open 13 2015
Open 13 2015 — тенісний турнір, що проходив на кортах з твердим покриттям у місті Марсель, Франція з 16 лютого. Належав до категорії ATP World Tour 250.

## Фінальна частина

### Одиночний розряд
Жиль Сімон —  Гаель Монфіс 6–4, 1–6, 7–6(7–4)

### Парний розряд
Марін Драганя /  Генрі Контінен —  Колін Флемінг /  Джонатан Маррей 6–4, 3–6, [10–8]